# Félicien Chapuis
Félicien Chapuis (29 de abril de 1824 - 30 de setembro de 1879) foi um médico e entomologista belga. Ele se especializou em Coleoptera e terminou o texto de Genera des coléoptères de Théodore Lacordaire (1801-1870) quando Lacordaire morreu. Ele escreveu:.
- 1874. Histoire Naturelle des Insectes. Genera des Coléoptères . Tomo 10. Libraire Encyclopédique de Roret, Paris, 455 pp., Pls. 111–124. (Fitófagos)
- 1875. Histoire Naturelle des Insectes. Genera des Coléoptères . Tome 11. Libraire Encyclopédique de Roret, Paris, 420 pp., Pls. 125-130. (Fitófagos)
- 1876. Histoire Naturelle des Insectes. Genera des Coléoptères . Tomo 12. Libraire Encyclopédique de Roret, Paris, 424 pp., Pls. 131–134. (Érotyliens. Endomychides, Coccinellides).